# Nationalpark Gobi Gurwan Saichan
Der Nationalpark Gobi Gurwan Saichan (mongolisch Говь гурван сайхан байгалийн цогцолбор газар) liegt in der südlichen Mongolei in der Provinz Ömnö-Gobi-Aimag nahe der Stadt Dalandsadgad. Der Name kann mit "die drei Schönheiten der Gobi" übersetzt werden und bezieht sich auf die drei Gebirgsketten Zuun Saichan, Dund Saichan und Baruun Saichan. Mit einer Gesamtfläche von knapp 27.000 km² ist er mehr als doppelt so groß wie der Yellowstone-Nationalpark und stellt den größten Nationalpark in der Mongolei dar.

## Landschaft und Vegetation
Die Landschaft ist durch die Gebirgszüge des Gobi-Altai geprägt. Vor allem im Osten des Parks liegen schroffe Berge, ansonsten wird das Gebiet in erster Linie von den halbwüstenartigen Ausläufern der Gobi beherrscht. Auffällig sind vor allem die Sanddünen, unter denen die Khongoryn Els die größten sind. Sie gehören gleichsam zu den größten Dünen der gesamten Mongolei. Im Dsuun Saichan findet man zudem die letzten waldähnlichen Formationen des südlichen Gobi-Altai. An den Nordhängen um 2.500 m Höhe kommen hier Sadebaum-Wälder vor, deren Ränder mit anderen Strauchsorten umgeben sind. Als Brennholzquelle begehrt und darum bedroht sind die Saxaul-Bäume des Nationalparks, die aufgrund der starken Nutzung hier im Schnitt nur etwa 1,5 m hoch werden. Daneben gibt es stellenweise kleinere Gehölze, die aus Weiden und Birken zusammengesetzt sind.

## Fauna
Der Nationalpark Gobi Gurwan Saichan beherbergt ein reichhaltiges Wildtierleben. Sibirische Steinböcke, Kropfgazellen und Mongoleigazellen kommen in relativ großen, stabilen Beständen vor. Die sibirischen Steinböcke besiedeln vor allem die felsigen Berghänge, die Mongoleigazellen bevorzugen die östlichen Gebiete des Parks. Man findet sie bisweilen noch in großen Herden von mehreren Tausend Köpfen. Die seltenen Argalis finden sich vor allem an grasigen Hängen oder halbwüstenartigen Gebirgsfüßen. Sie scheinen durch Konkurrenz mit Haustieren immer seltener zu werden. Halbesel werden selten gesichtet und scheinen sich vor allem saisonal im Park aufzuhalten. 
Die extrem seltenen Wildkamele und Gobibären dringen gelegentlich aus anderen Teilen der Gobi in die westlichen Gebiete des Schutzgebietes vor. Ganz im Westen des Parks, an den Sümpfen entlang des Dsulganain-Flusses, kommen Wildschweine vor. Auch größeren Raubtieren bietet der Nationalpark eine Heimat. In den Bergen kommen Schneeleoparden vor, während Wölfe im gesamten Parkgebiet auftreten. Przewalski-Wildpferde und Wapitis wurden im Gebiet des Nationalparks im Verlauf des 20. Jahrhunderts ausgerottet. 
Haustiere dürfen nur in den weniger streng geschützten Randbereichen weiden. In den Kernzonen ist dies verboten. Im Jahr 1996 weideten über 200.000 Haustiere im Nationalparkgebiet.